# ヨーロッパオープン・タリン
ヨーロッパオープン・タリン(Europian Open Tallinn)はエストニアの国際柔道大会

## 来歴
2009年よりIJFワールド柔道ツアーの一環として、グランドスラム、グランプリなどに次ぐ位置付けとなったワールドカップのうちの1大会。なお、今大会は世界ランキング対象大会であるが、国際柔道連盟主催ではなく各大陸連盟主催の大会であるため、ワールド柔道ツアーには含まれない。年度によって男女交互に開催される。以前は「エストニア国際柔道大会」と呼ばれていた。2009年から「ワールドカップ・タリン」という名称になったが、2013年には「ヨーロッパオープン・タリン」という名称に変更された。2014年は男女とも開催された。2020年の今大会は新型コロナウイルスの影響により中止となった。

## 名称の変遷
エストニア国際柔道大会( -2008)

ワールドカップ・タリン World Cup Tallinn(2009-2012)

ヨーロッパオープン・タリン Europian Open Tallinn(2013- )

## 優勝者

### 男子
| 年     | 60 kg級                  | 66 kg級                      | 73 kg級                            | 81 kg級                    | 90 kg級                              | 100 kg級                         | 100 kg超級                   |
| 2009年 | パベル・ペトリコフ       | ロイク・コルバル             | アルノード・ブランク               | アントニオ・チアーノ       | ニコラス・ブリッソン                 | フレデリク・スティーゲルマン     | マルティン・パダル           |
| 2011年 | イルガル・ムシキエフ     | ゴラン・ポラック             | セゼール・フイスズ                 | フラノエスコ・ブルイエール | ロベルト・メローニ                   | ヴィアチェスラフ・デニソフ       | マリウス・パスケヴィシャス   |
| 2013年 | ミコス・サルミネン       | クンナー・コップス           | サギ・ムキ                         | ニール・ファンデカマー     | シリル・グロスクラウス               | アルテム・ブロシェンコ           | マリウス・パスケヴィシャス   |
| 2014年 | イスラム・ヤシュエフ     | アレクサンデル・ベータ       | アンドレア・レジス                 | ニール・ファンデカマー     | ダビド・ルイス・ザハック             | ルスラン・キセレフ               | オル・サッソン               |
| 2016年 | ホアキン・ゴミス         | ダニエル・カルグニン         | ディミトリース・フェドセエンコブス | アッティラ・ウングバリ     | グスタボ・アシス                     | ギリアーノ・ロポルーチオ         | アリアクサンドラ・バハビアク |
| 2019年 | ヴァンサン・リマール     | マヌエル・シャイベル         | ゲオルギー・シュマコフ             | バプティスト・ピエール     | オールリアン・ディース               | フィリップ・ガランディ           | ヤホル・クハレンカ           |
| 2023年 | アリエル・シュルマン     | ミキタ・ホロボロドゥコ       | トゥルパル・ジュカエフ             | ミカイロ・スビドラク       | クレン・クリストファー・カリュライド | ゲオルギオス・クルッサニオタキス | ウェズリー・グリーニッジ     |
| 2024年 | バルト・ウェリング       | ウェン＝ヤム・ブダ＝ロマリク | ヤノ・ルエボ                       | ウラジーミル・シュタルク   | ヨハン・レンツ                       | ティム・シュミット               | ヨナス・シュライバー         |
| 2025年 | イェホナタン・ベクスラー | シモン・ルソバジュ           | ベルント・ガブレル＝アレクサンデル | ミハイロ・スビドラク       | ブラド・ビサン                       | カール・バーテ                   | マレク＝アドリアン・マサク   |

### 女子
| 年     | 48 kg級                    | 52 kg級                    | 57 kg級                    | 63 kg級                      | 70 kg級                                  | 78 kg級                        | 78 kg超級                |
| 2010年 | カルメン・ボグダン         | マリー・ミュラー           | ヘドヴィグ・カラカス       | アリス・シュレジンガー       | キム・ポリング                           | ダリア・ポゴルゼレチ           | 劉歓縁                   |
| 2012年 | オーロール・クリモンス     | ジャクリン・リソン         | ヨハンナ・ミューラー       | ジェマ・ハウエル             | ラウラ・ヴァルガス＝コッホ               | アニカ・ハイゼ                 | マリナ・スルツカヤ       |
| 2014年 | シラ・リショニ             | ブリジト・エンテ           | アナスタシア・アルヒパワ   | ジェニファー・ヴィッヒェルス | ジウリア・カントーニ                     | ダリア・ポゴルゼレツ           | スビトラーナ・ヤロムカ   |
| 2016年 | ノア・ミンスカー           | イネス・バイシュミット     | アメリー・シュトール       | ルーシー・レンシャル         | アンナ・ベルンホルム                     | ラリッサ・フローンヴォルド     | エリザベータ・カラニナ   |
| 2019年 | エレン・サラン             | アニャ・シュタンガル       | プリシラ・ネト             | ルビャナ・ピオベサナ         | アリナ・レングバイラー                   | イロナ・ルカセン               | テシー・サフェルカウルス |
| 2023年 | ヤクリーヌ・シュプリンガー | マリナ・カステロ・ディエス | アナスタシア・チジェフスカ | ユリア・フレベノジュコ       | ダフマル・ファンボンデレン               | ウナ・ドルジレビカ             | ルスラナ・ブラビナ       |
| 2024年 | マノン・ウルディアル       | マルティナ・カスタグノラ   | ヤナ・ジーグラー           | カミレ・ナルバト             | ミリアム・ブトケライト                   | ソフィ・ニーメイヤー＝マチルダ | エマ＝メリス・アクタス   |
| 2025年 | タマル・マルカ             | ジュリー・ベイユ＝ディモル | ビアンカ・レイス           | ジリ・シャリル               | ケイティー＝ジェミマ・イエーツ＝ブラウン | レア・シュミット               | シドニー・アンドリュース |

## 外部サイト
- IJF World Cup Tallinn